# Brancus hemmingi
Brancus hemmingi là một loài nhện trong họ Salticidae.
Loài này thuộc chi Brancus. Brancus hemmingi được Lodovico di Caporiacco miêu tả năm 1949.